# Letya Pyanchi of Prome
Letya Pyanchi (en birmano: လက်ျာပျံချီ, /lɛʔ jà pjàɴ tɕʰì/; d. (c.) abril 1413) fue gobernador de Prome (Pyay) desde 1390 hasta 1413. El gobernador, un rey de Hanthawaddy, fue un comandante clave de Ava en la Guerra de los Cuarenta Años contra Hanthawaddy Pegu. 

## Breve
Era un rey de Hanthawaddy, y yerno del virrey Laukpya de Myaungmya. Su título en idioma Mon se informó en birmano como Bya Kyin o Bya Kyi. Kyin se mantuvo leal a su suegro, quien en 1384 decidió rebelarse contra el nuevo rey en Pegu, Razadarit. Su rebelión en el delta de Irrawaddy duró los siguientes cinco años con la ayuda del rey Swa Saw Ke de Ava. 
Entre los años 1389–90 Kyin y su cuñado Bya Kon fueron expulsados por la invasión de Razadarit del delta. Swa Saw Ke dio la bienvenida al dúo y nombró a Bya Kon gobernador de Salin con el título de Nawrahta, y a Bya Kyin gobernador de Prome (Pyay) con el título de Letya Pyanchi. Fue a principios de 1390. Gobernó Prome, una provincia clave y la puerta de entrada a la Alta Birmania durante los próximos 22 años o más. Luchó varias campañas en la Guerra de los Cuarenta Años. Fue herido por una flecha en la batalla de Hmawbi c de abril de 1413. Murió camino a Prome, poco después de haber llegado a Dagón.

## Servicio militar
Todas sus campañas formaban parte de la guerra de los cuarenta años en el lado de Ava. 
| Campaña      | Las tropas mandaron                                            | Resumen |
| ------------ | -------------------------------------------------------------- | --- |
| 1390−91      | 1 regimiento (1000 tropas)                                     | Todas sus campañas fueron parte de la guerra de los cuarenta años en el lado de Ava. |
| 1401−03      | Desconocido                                                    | Prome defendida de las fuerzas de Hanthawaddy Pegu en la temporada seca de 1401–02. Lideró el contraataque 1402 que rompió el asedio que capturó a una hija del rey Razadarit. Prome fue asediada nuevamente por las fuerzas de Pegu (c.) Septiembre de 1402 hasta que las fuerzas de Ava derrotaron a las fuerzas de Pegu en la batalla de Nawin fuera de Prome el 26 de diciembre de 1402. |
| 1408         | 1 regimiento                                                   | Parte de la desastrosa invasión que comenzó al comienzo de la temporada de lluvias. También comandó un regimiento en el ejército de retaguardia en la retirada unos cuatro meses después. |
| Años 1410–11 | 1 regimiento                                                   | Dirigió un regimiento en el Primer Ejército de 7000 miembros que intentó sin éxito tomar el delta de Irrawaddy. |
| Años 1412–13 | Desconocido (defensa de Prome) 1 regimiento (Invasión de 1413) | Defendió el sitio de Prome de Hanthawaddy durante 4 meses antes de que los refuerzos de Ava rompieran el sitio. Participó en la posterior invasión de Ava al sur. Lideró el ataque a Hmawbi donde fue herido por una flecha. Murió en el camino a Prome. |